# Immortelle d'argent
Anaphalis margaritacea
Genre
Espèce
Classification APG III (2009)
L'Immortelle d'argent ou Immortelle blanche (Anaphalis margaritacea) est une espèce de plante à fleurs de la famille des Astéracées que l'on trouve en Asie et en Amérique du Nord. Elle fut plantée en tant que plante ornementale et s'est ainsi naturalisée dans le nord et le centre de l'Europe.

## Autre noms
Anaphale sauvage, anaphale perlée, bouton blanc, bouton d'argent, fleur de paille, cotonnière, herbe de mortelle, sauge des femmes. En langue innu, on l'appelle Uapukun.

## Description
Plante vivace dressée, rhizomateuse, sans rosette basale, pouvant atteindre un mètre de hauteur. La tige et la face inférieure des feuilles sont tomenteuses.
Feuilles linéaires, coriaces, sessiles, d'un vert glauque, plus ou moins pubescentes dessus. 
Capitule discoïde de 9 à 12 mm de diamètre ; bractées pétaloïdes, parcheminées, d'un blanc pur. Les fleurs apparaissent en août. Elles présentent une petite touche jaune au centre. La texture est duveteuse et fibreuse.

## Habitat
Prairies, friches, bermes, talus ferroviaires, sur sol calcaire drainé et frais. On la retrouve aussi en colonie sur des surfaces de bois brûlé. Elle nécessite beaucoup de soleil.

## Utilisation
Les Autochtones l'utilisaient comme remède contre la diarrhée, contre les morsures du serpent à sonnette et comme purificateur. Les colons s'en servaient pour protéger les vêtements des mites et éloigner la vermine.